# Сингх, Саймон
Саймон Ле́хна Сингх (англ. Simon Lehna Singh; 19 сентября 1964, Веллингтон, графство Сомерсет, Великобритания) — британский популяризатор науки, журналист и режиссёр-документалист. Автор научно-популярных книг, посвящённых истории математики и криптографии, а также проблемам современной физики и медицины.
По сюжетам своих книг снял ряд работ на телевидении, является лауреатом премии BAFTA «За лучший документальный фильм»(1997).
Соучредитель программы Undergraduate Ambassadors Scheme, направленной на поощрение британских студентов, занимающихся наукой, к преподаванию в школах. Также является основателем общественной организации Good Thinking Society, способствующей распространению идей научного скептицизма.
Кавалер ордена Британской Империи (MBE) «за заслуги в продвижении науки, технологий, инженерного дела и математики».

## Биография

### Происхождение и ранние годы

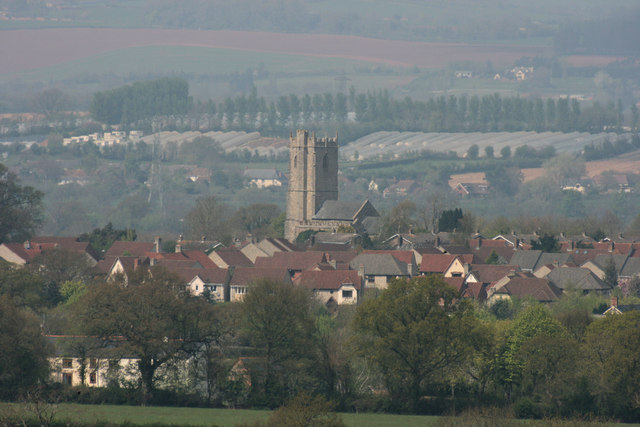
Веллингтон, город в котором вырос Сингх

Саймон Сингх родился в 1964 году в семье потомственных крестьян из Индии. Его дедушка в 1938 году оставил родную деревню Такар Ки в Пенджабе и отправился на заработки в Англию. Ему удалось обустроиться в Сомерсете и в 1950 году родители Сингха эмигрировали в Тонтон, город на юго-западе Англии. Несколько лет спустя они переехали в Веллингтон, где Сингх и родился.

Несмотря на то, что отец Саймона бросил школу в 14 лет, а мать была неграмотной, они всегда осознавали важность образования и всячески поощряли стремление детей к знаниям. Так, старшая сестра Сингха должна была проверять его домашние задания, а отец стремился пробудить в детях интерес к тому как устроены окружающие вещи. В одном из интервью Сингх на вопрос о том, какой могла бы быть его жизнь в Индии, ответил: 
Пятьдесят поколений моей семьи были фермерами, так что, наверное, и я был бы фермером. Впрочем, садовник из меня ужасный, так что…
В возрасте девяти лет Сингх сказал своим родителям, что хочет заниматься ядерной физикой. Позднее он вспоминал:
Хоть я и задумывался о карьере футболиста или рок-музыканта, научные амбиции всё-таки взяли верх. Основным источником вдохновения для меня были телепередачи: я всегда любил смотреть телевизор, а начало семидесятых было периодом расцвета интереса к учёным. Это было время после полётов «Аполлонов», так что Патрик Мур и Джеймс Бёрк были настоящими звёздами прайм-тайма. И вместе с ними Карл Саган, Магнус Пайк и Хайнц Вольф стали моими образцами для подражания.
После этого Сингх начал изучать в школе углублённые курсы физики, математики и химии. Завершив обучение в школе, он подал документы в Кембридж, однако его туда не приняли, так что в результате Сингх стал студентом Имперского Колледжа Лондона.

### Учёба в университете

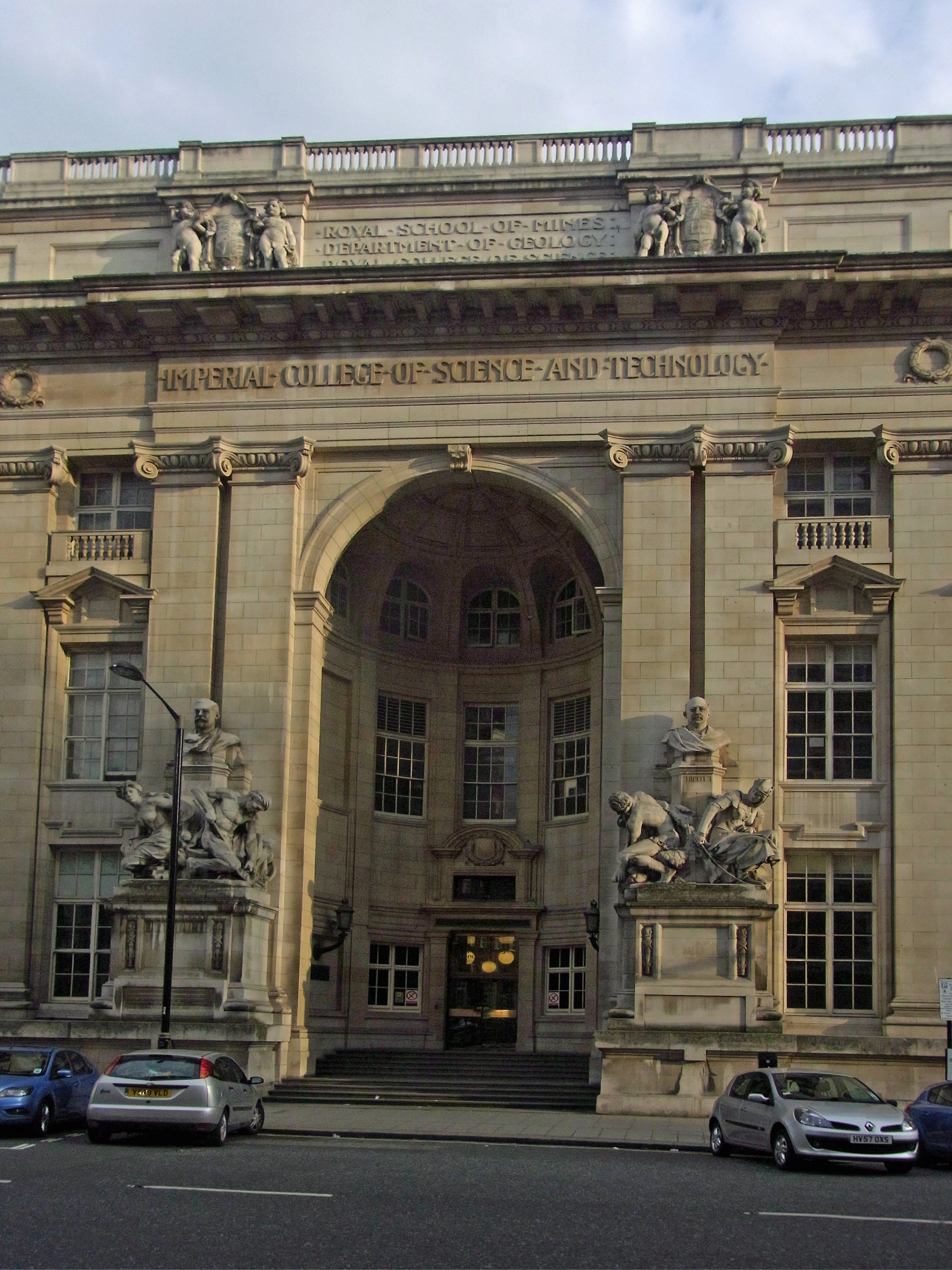
Имперский Колледж Наук и Технологий, в котором учился Сингх

Перед тем как начать изучать физику в университете, Сингх провёл год на оплачиваемой стажировке в научно-исследовательском центре компании General Electric в Уэмбли, где занимался микроволновыми монолитными интегральными схемами на основе арсенида галлия. После стажировки Сингх решил, что академическая карьера для него намного предпочтительнее промышленных исследований, после чего с усердием приступил к учёбе.
Сингх учился в Имперском Колледже с 1984 по 1987 годы и был активным студентом: он занимал должность президента студенческого совета Королевского Колледжа Науки, а также был представителем физического факультета на проводимых мероприятиях.
Ко времени обучения в университете относятся первые пробы пера Сингха: он эпизодически писал статьи для студенческих газет и участвовал в редактуре информационного бюллетеня своего факультета.
Перед выпуском из университета и началом работы над диссертацией, Сингх решил какое-то время пожить в Индии и несколько месяцев преподавал в школе Дун. Оттуда он вынес первые размышления на тему того, как можно просто объяснять научные понятия неподготовленным людям.
Диссертацию Сингх формально писал на базе Кембриджского университета, но на самом деле почти все три года аспирантуры он провёл в ЦЕРНе в Женеве. Его исследования проходили в коллаборации UA2 и были посвящены поискам истинного кварка, однако завершились неудачей. Позднее, когда в 1995 году учёным из лаборатории Фермилаб удалось открыть эту частицу, выяснилось, что коллайдер, на котором работал Сингх, был недостаточно мощным, и обнаружить с его помощью следы истинного кварка было принципиально невозможно. Однако, по отсутствию следов истинного кварка в проводимых экспериментах, Сингху удалось сделать определённые выводы о его свойствах и успешно защитить диссертацию.

Несмотря на то, что Сингху нравилось заниматься физикой элементарных частиц, после выпуска из аспирантуры он решает сменить профессию:
Три года работы в ЦЕРНе были поистине захватывающими и подвигли меня на многое. Однако, вокруг было множество людей, которые разбирались в физике намного лучше, и я посчитал, что именно они должны вписать своё имя в историю науки в качестве первооткрывателей; я же решил заняться чем-то другим. Мне всегда импонировало доступно объяснять научные явления, так что я подался в научную журналистику и на телевидение в частности, потому что оно казалось мне самым влиятельным из всех видов массмедиа.
Таким образом, в 1990 году Сингх начал работать в научном отделе Би-би-си.

### Работа на телевидении
Во время работы в научном отделе Сингх был режиссёром и продюсером полнометражных документальных фильмов для цикла передач «Horizon», а также снимал отдельные эпизоды для программы «Tomorrow's World», посвящённой науке и технологиям.
Так, в 1996 году в качестве одного из выпусков для «Horizon» Сингх снимает 50-минутный фильм «Великая теорема Ферма», за который в 1997 году Сингх получает премию BAFTA в номинации «Лучший документальный фильм». После окончания съёмок и шести лет работы на телевидении, Сингх решает посвятить себя работе над книгой, также посвящённой Великой теореме Ферма, так как ему хотелось уделить больше внимания математической сути задачи, в то время как формат телевизионной передачи не позволял этого добиться в полной мере. Книга вышла в 1997 году.
В 1997 году Сингх начал писать свою вторую книгу: «Книгу Шифров», посвящённую истории криптографии. После её окончания Сингх ненадолго вернулся на телевидение и снял пятисерийный фильм для Channel 4 под названием «Наука тайн». Фильм был посвящён различным эпизодам из истории человечества с участием шифров: от шифра, ставшего роковым для Марии Стюарт, до расшифровки телеграммы Циммермана, которая существенно повлияла на исход Первой Мировой войны.

### Дальнейшая деятельность

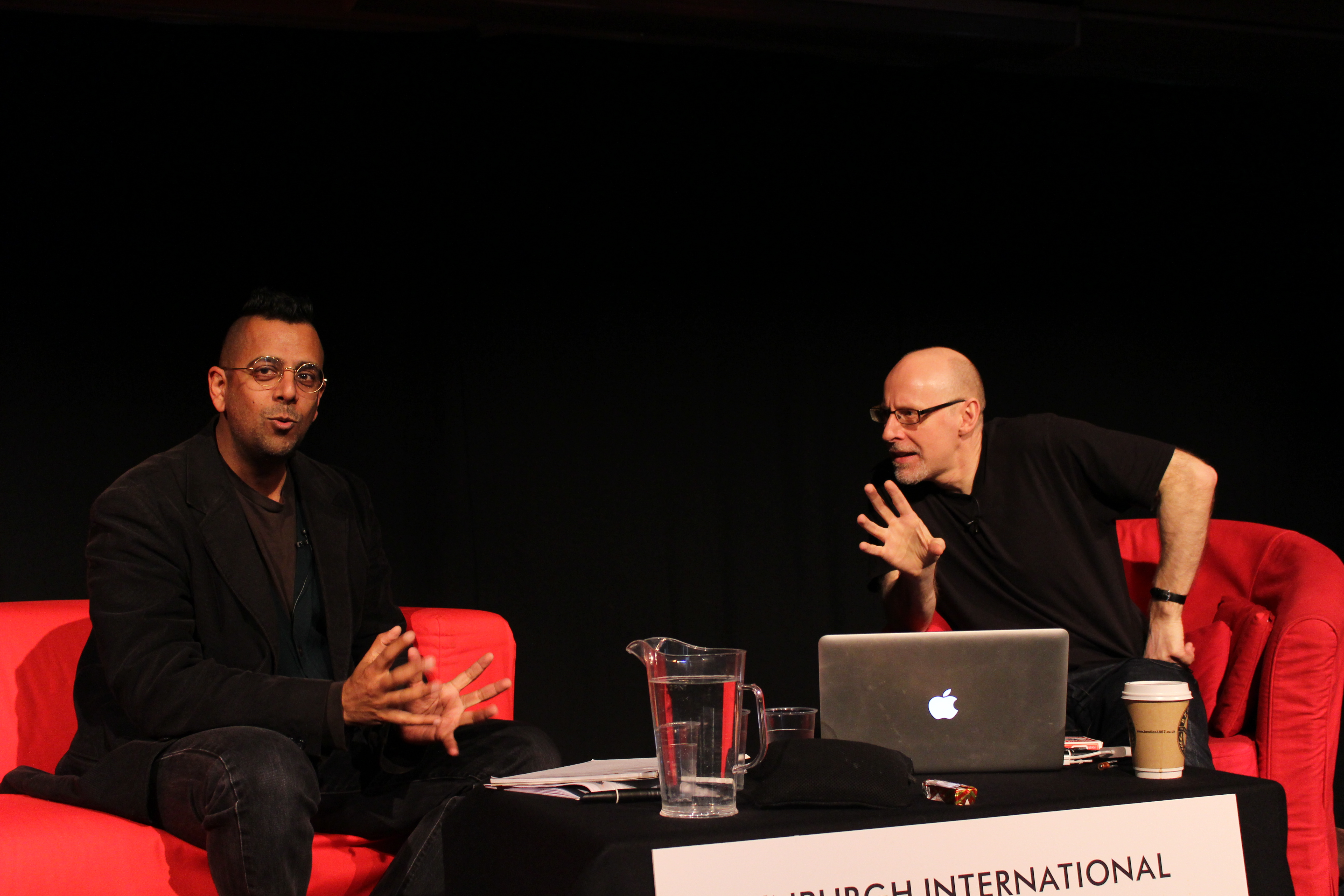
Саймон Сингх и Ричард Уайзман на международном фестивале науки в Эдинбурге

В 2002 году Сингх вместе с психологом Ричардом Уайзманом принимает участие в шоу «Theatre of Science», которое было попыткой сделать научно-популярные лекции более эффектными и зрелищными. Выступления набрали популярность среди зрителей, и в 2005 году Сингх и Уайзман вернулись на сцену. Среди демонстрируемых ими опытов был следующий: в конце шоу зрители выбирали, кто из ведущих — Саймон либо Ричард, — будет заперт в клетке Фарадея между двумя катушками Теслы, которые генерировали напряжение в миллионы вольт. Как признался в одном из интервью Уайзман:
По законам физики, клетка должна принять на себя весь заряд. Однако если что-то пойдёт не так, то твоя жизнь закончится в считанные секунды. После этого я понял, что не так уж многому могу доверять в этом мире.
В 2004 году выходит третья книга Сингха, «Большой Взрыв», посвящённая возникновению и развитию теории Большого Взрыва.
В 2005 году Сингх шутливо раскритиковал текст песни «Nine Millions Bicycles» британской певицы грузинского происхождения Кэти Мелуа:
Когда Кэти поёт: "Мы с тобой в 12 миллиардах световых лет от края", — она утверждает, что расстояние до края обозримой Вселенной, то есть возраст Вселенной, составляет всего лишь 12 миллиардов световых лет. Это крайне печально, потому что тысячи астрономов работают дни и (конечно) ночи, ведомы желанием узнать возраст Вселенной, и самые последние наблюдения говорят, что Вселенной почти что 14 миллиардов лет, а вовсе не 12. Я подозреваю, что Кэти допустила определённую неточность, чтобы текст песни звучал лучше: она заменила двухсложное число 14 на ближайшее к нему односложное 12. В какой-то степени это не так уж и страшно, но следующим строкам песни вовсе нет оправдания: сказать, что возраст Вселенной это «догадка», — страшный удар по столетию занятий астрономией. Возраст Вселенной вовсе не всего лишь «догадка», а тщательное измеренное значение, которое сейчас известно с высокой степенью точности!
Впрочем, инцидент был исчерпан, когда Кэти согласилась исправить спорные строчки в своей песне и перезаписала её для радиопередачи Би-би-си «Today», а также поблагодарила Саймона за справедливую критику.
Следующая книга Сингха, «Лечение или обман?» выходит в 2008 году. Сингх написал её в соавторстве с профессором комплементарной медицины Эдзардом Эрнстом, который занимается изучением эффективности и безопасности нетрадиционных методов лечения.

#### Иск Британской ассоциации хиропратиков
Вскоре после выхода книги, 19 апреля 2008 года, газета The Guardian опубликовала статью Сингха под названием «Beware the spinal trap», в которой развивались идеи Сингха и Эрнста, а в частности критиковалась деятельность Британской ассоциации хиропрактиков. Так, в статье содержалась фраза:
Британская ассоциация хиропрактиков говорит нам, что её члены помогут вылечить ребёнка от колик, от проблем со сном и кормлением, частых ушных инфекций, от астмы и продолжительного плача, даже если у них нет ни одного доказательства эффективности проводимого лечения. Эта организация представляет хиропрактиков всей Великобритании и при этом успешно использует фиктивные методы лечения.
Данное высказывание стало поводом для иска Британской ассоциации хиропрактиков к Саймону Сингху согласно британскому закону об ответственности за распространение клеветы.
Дело получило широкую огласку: высказывались мнения, что данный иск может стать прецедентом, который серьёзно скажется на возможности подвергать критике методы альтернативной медицины. The Guardian заявила о поддержке Сингха и о готовности оплатить услуги адвокатов для него. Благотворительная организация «Sense about Science» начала кампанию, которая должна была привлечь внимание к судебному делу; её участники организовали сбор подписей под онлайн-петицией «Закону об ответственности за распространение клеветы не место среди научных дискуссий».
В мае 2009 года суд признал Сингха виновным в том, что фразой «…и при этом успешно использует фиктивные методы лечения…» он прямо утверждал (а не в качестве личного мнения), что Британская ассоциация хиропрактиков сознательно прибегала к обману, рекламируя хиропрактику в качестве метода лечения детских болезней.
Сингх отрицал, что придавал своим словам подобное значение, и подал на апелляцию. На повторном рассмотрении дела в апреле 2010 года суд оправдал Сингха и постановил, что его высказывание не несло в себе злого умысла. Британская ассоциация хиропрактиков отозвала свой иск вскоре после вынесения оправдательного приговора, и таким образом дело было закрыто.

### Современность
В настоящее время помимо выступлений с лекциями, Сингх является активным участником движения скептиков: так, он принимает участие в мероприятиях формата «Sceptics in the Pub». Также он оказывал поддержку кампании «10:23», направленной на привлечение общественного внимания к вопросу эффективности гомеопатии: её участники устраивают собрания, на которых принимают дозы гомеопатических средств в 20 раз большие рекомендуемых, с тем, чтобы показать бесполезность гомеопатии.
В 2013 году вышла пятая книга Сингха «Симпсоны и их математические секреты».

## Семья
- Жена — Анита Ананд[англ.], британская теле- и радиожурналист, также происходит из семьи индийских переселенцев[31].
  - Сын — Хари[32][33].
- Брат — Том Сингх[англ.], основатель сети магазинов одежды «New Look»[англ.][34].

## Основные работы

### «Великая теорема Ферма»
Идею написать книгу «Великая теорема Ферма» Сингху подсказала писатель и режиссёр телепередач Санджида О’Коннел, которая работала вместе с Сингхом на Би-би-си, когда после окончания съёмок документального фильма про теорему Саймон пожаловался на то, что история теоремы настолько обширна, что её невозможно уместить в 50 минут телевизионного времени. До этого Саймон никогда не задумывался о карьере писателя, однако после встречи с литературным агентом Санджиды он заключил контракт с издательством и обязался написать книгу в 120 000 слов за последующие 12 месяцев.
В отличие от телевизионной работы, в которой много времени уделялось интервью с математиками, рассказывающих в том числе о причинах, побудивших их заниматься задачами, не имеющими почти ничего общего с практическим применением, в книге читателя знакомят со многими математическими концепциями (например, с теоремой Пифагора), которые помогают явственнее понять, почему Великая теорема Ферма занимала умы людей на протяжении такого большого количества времени.
Помимо этого книга рассказывает об истории знаменитой теоремы на протяжении трёх веков поиска её доказательства: от пометки, сделанной Ферма на полях «Арифметики» Диофанта, до финальной версии доказательства, представленной английским математиком Эндрю Уайлсом после девяти лет работы. В частности изложены судьбы людей, труды которых в той или иной степени повлияли на окончательное решение: Софи Жермен, которая приходилось участвовать в переписке с видными математиками того времени под мужским именем; основателя современной теории групп Эвариста Галуа, который изложил основные результаты своих работ в письме к друзьям в ночь перед дуэлью, на которой был убит; немецкого промышленника Пауля Вольфскеля, которого попытка найти неточность в работе, посвящённой Великой теореме Ферма, уберегла от самоубийства. Наконец, книга освещает жизнь Эндрю Уайлса, для которого детская мечта о доказательстве Великой теоремы Ферма превратилась в дело всей жизни, и который семь лет работал над поиском решения, поставив в известность об этом только свою жену.
Книга получила положительные отзывы как учёных, так и печатных изданий, и была переведена на множество языков.

### «Книга Шифров»
Во второй книге Сингха рассказывается история шифрования, которая насчитывает уже более 2 000 лет: от шпионов времен Древней Греции до современной эпохи математической криптографии. Отдельное внимание Сингх уделяет тем вызовам, которые современные технологии бросают неприкосновенности частной жизни, а также тому, как в разные времена взлом шифров мог повлиять на судьбы людей или существенно изменить ход войн.
С целью пробуждения в людях интереса ко взлому шифров, Сингх включил в конец книги десять зашифрованных сообщений, расположенных в порядке возрастания сложности их шифрования, пообещав приз в 10 000 фунтов стерлингов тому, кто первый расшифрует все десять. Сообщения были расшифрованы 7 октября 2000 года командой из Швеции.
Книга также была переведена на несколько языков и собрала одобрительные отзывы прессы.

### «Большой Взрыв»
Данную книгу Сингх начал писать c намерением познакомить людей с концепцией Большого Взрыва, а также чтобы объяснить почему многие космологи считают теорию Большого Взрыва корректно описывающей историю происхождения и развития Вселенной. Книга повествует как о ранних представлениях человечества о происхождении Вселенной, так и об идеях, возникших после первых работ Эйнштейна по общей теории относительности. Рассказывается о гипотезах Леметра и Фридмана, о кропотливом поиске астрономами экспериментальных подтверждений этой теории происхождения Вселенной, а в частности о работах Генриетты Ливитт и Эдвина Хаббла. Помимо этого рассказывается о противостоянии сторонников теории Большого Взрыва и теории стационарной Вселенной, выдвинутой английским астрономом Фредом Хойлом, которое сошло на нет в 60-е годы XX века после открытия реликтового излучения.

### «Лечение или обман?»
В данной книге Сингх и его соавтор, профессор комплементарной медицины Эдзард Эрнст, пытаются найти научные доказательства эффективности акупунктуры, гомеопатии, хиропактики, а также коротко упоминают порядка 30 других альтернативных методов лечения. В итоге Сингх и Эрнст заключают, что объективных свидетельств действенности нетрадиционной медицины практически нет, а про гомеопатию и вовсе говорят следующее: «Это не более чем эффект плацебо, что бы там гомеопаты не говорили». Также, авторы пообещали 10 000 фунтов стерлингов тому человеку, который первым сумеет доказать лечебные свойства гомеопатии.
Книга была хорошо встречена прессой, однако получила негативные отзывы среди сторонников альтернативной медицины.

### «Симпсоны и их математические секреты»
В пятой книге Сингха рассказывается о множестве отсылок к известным математическим теоремам и фактам, которыми создатели «Симпсонов» (а также «Футурамы») наводнили выпуски сериала, но при этом они ускользали от зрителей. Так, на примере «Симпсонов» Сингх знакомит читателя со многими известными и не очень математическими понятиями такими как число π, простыми числами Мерсенна, вопросом о равенстве классов P и NP, а также со многим другим. Помимо этого в книге содержатся интервью со сценаристами «Симпсонов»: Дэвидом Коэном, Элом Джином, Джеффом Уэстбруком и Майком Рейссом.
Пресса положительно встретила выход книги, существует перевод на русский язык.

## Награды и звания
- 2003 — кавалер ордена Британской Империи (MBE) «за заслуги в продвижении науки, технологий, инженерного дела и математики»[11].
- 2003 — почётное звание Doctor of Letters в университете Лафборо[55].
- 2006 — почётное звание Doctor of Technology университета Западной Англии «за продвижение науки, инженерного дела и технологий в школах и за налаживание связей между университетами и школами»[56].
- 2008 — обладатель Кельвиновской медали[англ.] «за популяризацию физики и математики посредством книг, статей и телепередач»[57].
- 2008 — почётное звание Doctor of Science в колледже Ройал Холлоуэй[англ.] Лондонского университета[58].
- 2010 — лауреат первой премии Лилавати[59].
- 2012 — почётное звание Doctor of Science «за весомый вклад в популяризацию науки и образование» в Сент-Эндрюсском университете[60].

## Публикации
- Singh, Simon (1997). Fermat’s Last Theorem. Fourth Estate. ISBN 1-85702-669-1.
- Singh, Simon (1998). Fermat’s Enigma: The Epic Quest to Solve the World’s Greatest Mathematical Problem. Anchor. ISBN 0-385-49362-2.
- Singh S. The Code Book, Histoire des codes secrets (англ.): The Science of Secrecy from Ancient Egypt to Quantum Cryptography, De l'Égypte des pharaons à l'ordinateur quantique — New York City: Doubleday, Knopf Doubleday Publishing Group, 1999. — 416 p.
- Singh, Simon (2000). The Code Book: The Science of Secrecy from Ancient Egypt to Quantum Cryptography. Anchor. ISBN 0-385-49532-3.
- Singh, Simon (2005). Big Bang: The Origin of the Universe. Fourth Estate. ISBN 0-00-716220-0.
- Singh, Simon; Ernst, Edzard (2008). Trick or Treatment? Alternative Medicine on Trial. Transworld. ISBN 978-0-593-06129-9.

Русскоязычные издания
- Саймон Сингх. Великая теорема Ферма. — МЦНМО, 2000. — 288 с. — 5000 экз. — ISBN 5-900916-61-8.
- Саймон Сингх. Книга шифров. Тайная история шифров и их расшифровки. — АСТ, Астрель, 2007. — 446 с. — 4000 экз. — ISBN 978-5-17-038477-8.
- Саймон Сингх. Симпсоны и их математические секреты. — Манн, Иванов и Фербер, 2016. — 272 с. — 2500 экз. — ISBN 978-5-00100-034-1.
- Саймон Сингх, Эдзард Эрнст. Ни кошелька, ни жизни. Нетрадиционная медицина под следствием. — АСТ, 2017. — 512 с. — 3000 экз. — ISBN 978-5-17-096490-1.